# Anthurium recavum
Anthurium recavum är en kallaväxtart som beskrevs av Thomas Bernard Croat. Anthurium recavum ingår i släktet Anthurium och familjen kallaväxter. Inga underarter finns listade.